# Banditenstreiche
Banditenstreiche es una opereta en tres actos con música de Franz von Suppé y libreto en alemán de B. Boutonnier. Se estrenó en el Carltheater de Viena el 27 de abril de 1867. Pertenece a la "edad de oro" de la opereta vienesa. Se ambienta en un pequeño pueblo de la bahía de Nápoles, a comienzos del siglo XIX.

## Instrumentación
Dos flautas, dos oboes, dos clarinetes, dos fagotes, cuatro trompas, tres trompetas, tres trombones, un arpa, una guitarra, gran percusión y cuerdas.